# 杜晓晖
杜晓晖（1975年3月—），男，山东青岛人，中华人民共和国外交官，曾任中华人民共和国驻汉堡总领事和中华人民共和国驻赞比亚共和国特命全权大使，现任外交部非洲司司长。

## 生平
1997年进入中华人民共和国外交部工作，先后在驻德国大使馆、外交部欧洲司任职。2013年，任驻德国大使馆参赞。2014年，任驻奥地利大使馆参赞。2017年，任外交部礼宾司参赞。2018年12月，出任中华人民共和国驻汉堡总领事。2022年4月，出任中华人民共和国驻赞比亚大使。2024年5月，自驻赞比亚大使离任。6月，任外交部非洲司司长。

## 家庭
已婚，有一子。